# Glaukus atlantský
Glaukus atlantský (Glaucus atlanticus) je druh nevelkého mořského plže. Je blízce příbuzný s druhem Glaucilla marginata.
Glaukus atlantský má zužující se zploštělé tělo, které dosahuje délky až 5 cm. Barva je stříbřitě šedá na jeho hřbetní straně a tmavě a světle modrá ventrálně. Podél okraje nohou se táhnou tmavé pruhy.
Živí se jinými většími pelagickými organismy, dochází i ke kanibalismu. Glaukus je tvor jedovatý; svůj jed využívá též pro vlastní potřebu: plynem nafoukne vak na břiše, což mu tak umožní plavat vzhůru nohama. Mezi symptomy při žahnutí u člověka patří například nevolnost, bolest, zvracení, hyperpigmentace kůže nebo ekzém – může to být velmi bolestivé a dokonce může člověka zabít. Glaukus je hermafrodit, má tedy samčí i samičí pohlavní orgány. Rozmnožuje se pomocí vajíček.
Vyskytuje se ve všech světových oceánech, v mírných a tropických vodách, nejčastěji v regionech na východ a jih od pobřeží Jižní Afriky, dále v evropských vodách, na východním pobřeží Austrálie a Mosambiku.
Bývá označován jako „modrý drak“, „modrý anděl“, „mořský slimák“ nebo „mořská vlaštovka“.